# سورة الحديد
سورة الحديد هي سورة مدنية، من المفصل، آياتها 28، وترتيبها في المصحف 57، وهي آخر سورة في الجزء السابع والعشرين، وهي من السور «المُسبِّحات» التي تبدأ بتسبيح الله، نزلت بعد سورة الزلزلة. تتضمن السورة درجات المؤمنين بين الإيمان والتصدق والجهاد.

## ما تتضمنه السورة
هذه السورة بجملتها دعوة للجماعة الإسلامية كي تحقق في ذاتها حقيقة إيمانها. هذه الحقيقة التي تخلص بها النفوس لدعوة الله. فلا تظن عليها بشيء ولا تحتجز دونها شيء، لا الأرواح ولا الأموال ولا خلجات القلوب ولا ذوات الصدور، وهي الحقيقة التي تستحيل بها النفوس ربانية وهي تعيش على الأرض. موازينها هي موازين الله. والقيم التي تعتز بها وتسابق إليها هي القيم التي تثقل في هذه الموازين. كما أنها الحقيقة التي تشعر القلوب بحقيقة الله، فتخشع لذكره. وترتجف وتفر من كل عائق وكل جاذب يعوقها عن الفرار إليه.
وعلى أساس هذه الحقيقة تدعو السورة الجماعة الإسلامية إلى البذل في سبيل الله، بذل النفس وبذل المال: ﴿آمنوا بالله ورسوله وأنفقوا مما جعلكم مستخلفين فيه﴾ [الحديد:7].
وعلى أساس هذه الحقيقة الكبيرة كذلك تدعو الجماعة الإسلامية إلى الخشوع لذكر الله وللحق الذي أنزله الله ليجيء البذل ثمرة لهذا الخشوع المنبعث من الحقيقة الإيمانية الأولى: ﴿ألم يأن للذين آمنوا أن تخشع قلوبهم لذكر الله وما نزل من الحق﴾ [الحديد:16].
وكذلك تضع قيم الدنيا وقيم الآخرة في ميزان الحق، وتدعو الجماعة الإسلامية لاختيار الكفة الراجحة والسباق إلى القيم الباقية: ﴿اعلموا أن الحياة الدنيا لعب ولهو وزينة وتفاخر بينكم وتكاثر في الأموال والأولاد﴾ [الحديد:20].
وظاهر من سياق السورة - إلى جانب عمومية الدعوة الدائمة إلى تلك الحقيقة - أنها كانت تعالج كذلك حالة واقعة في الجماعة الإسلامية عند نزول هذه السورة في المجتمع المدني في الفترة تمتد من العام الرابع الهجري إلى ما بعد فتح مكة. فإلى جانب المهاجرين والأنصار، الذين ضربوا أروع مثال عرفته البشرية في البذل والتضحية بأرواحهم وأموالهم، كانت هناك – في الجماعة الإسلامية – فئة أخرى ليست في هذا المستوى الايماني الخالص الرفيع وبخاصة بعد الفتح عندما دخل الناس في الإسلام أفواجًا وكان من بينهم من لم يدركوا بعد حقيقة الإيمان الكبيرة ولم يعيشوا بها ولها كما عاشت تلك الفئة السابقة الخالصة المخلصة لله.
كذلك كانت هنالك طائفة أخرى طائفة المنافقين، مختلطة غير متميزة خاصة حين ظهرت غلبة الإسلام واضطر المنافقين إلى التخفي والانزواء، مع بقاء قلوبهم غير مخلصة يتربصون الفرص وتجرفهم الفتن. يوم يقول المنافقون: ﴿انظرونا نقتبس من نوركم﴾ [الحديد:13].
هذا إلى جانب من بقي في الجزيرة من أهل الكتاب من اليهود والنصارى، ﴿كالذين أوتوا الكتاب من قبل فطال عليهم الأمد فقست قلوبهم﴾ [الحديد:16] وهي إشارة إلى اليهود خاصة. وكإشارة إلى النصارى قرب نهاية السورة في قوله: ﴿ثم قفينا على آثارهم برسلنا وقفينا بعيسى بن مريم وآتيناه الإنجيل﴾ [الحديد:27].
ولما كان مدار السورة على تحقيق حقيقة الإيمان في القلب، وما ينبثق عن هذه السورة من خشوع وتقوى، فقد سارت في إقرار هذه الحقيقة في النفوس على نسق مؤثر حافل بالمؤثرات ذات الإيقاع الآسر للقلب والحس والمشاعر! وفي مطلع السورة مجموعة إيقاعات بالغة التأثير تواجه القلب البشري بمجموعة من صفات الله سبحانه فيها تعريف به مع الإيحاء الآسر بالخلوص له نتيجة للشعور بحقيقة الألوهية المنفردة، وسيطرتها المطلق على الوجود، ورجعة كل شيء إليها في نهاية المطاف مع نفاذ علمها إلى خبايا القلوب وذوات الصدور، واتجاه كل إليها بالعبادة والتسبيح: ﴿سَبَّحَ لِلَّهِ مَا فِي السَّمَاوَاتِ وَالْأَرْضِ وَهُوَ الْعَزِيزُ الْحَكِيمُ ۝١ لَهُ مُلْكُ السَّمَاوَاتِ وَالْأَرْضِ يُحْيِي وَيُمِيتُ وَهُوَ عَلَى كُلِّ شَيْءٍ قَدِيرٌ ۝٢﴾ [الحديد:1–2].
ومطلع السورة بإيقاعاته كاف وحده ليهز القلوب هزًا ويوقع فيها الرهبة والخشية والارتعاش والتخلص من الشح بالأنفس والأموال وصورة ضآلة الحياة وقيمها إلى جانب قيم الآخرة. وكذلك لمسة رد القلوب إلى حقيقة القدر المسيطر على الوجود: ﴿مَا أَصَابَ مِنْ مُصِيبَةٍ فِي الْأَرْضِ وَلَا فِي أَنْفُسِكُمْ إِلَّا فِي كِتَابٍ مِنْ قَبْلِ أَنْ نَبْرَأَهَا إِنَّ ذَلِكَ عَلَى اللَّهِ يَسِيرٌ ۝٢٢ لِكَيْلَا تَأْسَوْا عَلَى مَا فَاتَكُمْ وَلَا تَفْرَحُوا بِمَا آتَاكُمْ وَاللَّهُ لَا يُحِبُّ كُلَّ مُخْتَالٍ فَخُورٍ ۝٢٣ الَّذِينَ يَبْخَلُونَ وَيَأْمُرُونَ النَّاسَ بِالْبُخْلِ وَمَنْ يَتَوَلَّ فَإِنَّ اللَّهَ هُوَ الْغَنِيُّ الْحَمِيدُ ۝٢٤﴾ [الحديد:22–24].
- هذه السورة الكريمة من السور المدنية، التي تعنى بالتشريع والتربية والتوجيه، وتبني المجتمع الإِسلامي على أساس العقيدة الصافية، والخلق الكريم، والتشريع الحكيم.
- وقد تناولت السورة الكريمة «سورة الحديد» ثلاثة مواضيع رئيسية وهي:

أولًا: أن الكون كله لله جل وعلا، هو خالقه ومبدعه، والمتصرف فيه بما يشاء.
ثانيًا: وجوب التضحية بالنفس والنفيس لإِعزاز دين الله، ورفع منارة الإِسلام.
ثالثًا: تصوير حقيقة الدنيا بما فيها من بهجة ومتاعٍ خادع حتى لا يغتر بها الإِنسان.
- ابتدأت السور الكريمة بالحديث عن عظمة الخالق جلَّ وعلا الذي سبَّح له كل ما في الكون من شجر وحجر، ومدر، وإِنسانٍ، وحيوان، وجماد، فالكل ناطق بعظمته شاهد بوحدانيته.
- ثم ذكرت صفات الله الحسنى، وأسماءه العليا، فهو الأول بلا بداية، والآخر بلا نهاية، والظاهر بآثار مخلوقاته، والباطن الذي لا يعرف كنه حقيقته أحد، وهو الخالق للإِنسان والمدبر للأكوان.
- ثم تلتها الآيات وهي تدعو المسلمين إِلى البذل والسخاء والإِنفاق في سبيل الله بما يحقق عزة الإِسلام ورفعة شأنه، فلا بدَّ للمؤمن من الجهاد بالنفس والمال لينال السعادة في الدنيا والمثوبة في الآخرة.
- وتحدثت السورة عن أهل الإِيمان، وأهل النفاق، فالمؤمنون يسعى نورهم بين أيديهم وبأيمانهم، والمنافقون يتخبطون في الظلمات، كما كانوا في الدنيا يعيشون كالبهائم في ظلمات الجهل والغي والضلال.
- وتحدثت السورة عن حقيقة الدنيا وحقيقة الآخرة، وصوّرتهما أدقَّ تصوير، فالدنيا دار الفناء، فهي زائلة فانية، كمثل الزرع الخصيب الذي ينبت بقوة بنزول الغيث، ثم يصفر ويذبل حتى يصير هشيمًا وحطامًا تذروه الرياح، بينما الآخرة دار الخلود والبقاء، التي لا نصب فيها ولا تعب، ولا همَّ ولا شقاء.
- وختمت السورة الكريمة بالغاية من بعثة الرسل الكرام، والأمر بتقوى الله عز وجل، والاقتداء بهدي رسله وأنبيائه.[3]

## أسباب النزول
أسباب نزول الآية (16): عن سعد قال: أنزل القرآن زمانًا على رسول الله فتلاه عليهم زمانًا، فقالوا: يا رسول الله لو قصصت، فأنزل الله تعالى: ﴿نحن نقص عليك أحسن القصص﴾ [يوسف:3]، فتلاه عليهم زمانًا فقالوا: يا رسول الله لو حدثتنا، فأنزل الله تعالى: ﴿الله نزل أحسن الحديث﴾ [الزمر:23] قال: كل ذلك يؤمرون بالقرآن، قال خلاد: وزاد فيه آخر قالوا: يا رسول الله لو ذكرتنا، فأنزل الله تعالى: ﴿ألم يأن للذين آمنوا أن تخشع قلوبهم لذكر الله﴾ [الحديد:16].

## وصلات خارجية
- سورة الحديد: تجويد-تفسير - موقع Altafsir.com